# Palazzo di Dolmabahçe
Palazzo di Dolmabahçe (in turco Dolmabahçe Sarayı; AFI: [doɫmabahˈtʃe saɾaˈjɯ]) è stato il primo palazzo in stile europeo di Istanbul, costruito dal sultano Abdul Mejid I tra il 1843 e il 1856. Fu progettato dagli architetti armeni Garabet Amira Balyan e Nigoğos Balyan, rispettivamente padre e figlio. È situato nella parte europea della città, affacciato sul Bosforo esattamente di fronte a Scutari.
Il palazzo fu il principale centro amministrativo dell'Impero ottomano dal 1856 al 1922, fatta eccezione per un periodo di venti anni (1889-1909) durante i quali fu usato il Palazzo di Yıldız. Dal 1984 è un museo che ripercorre la storia dell'Impero ottomano e della nuova repubblica.

## Luogo
Il palazzo di Dolmabahçe fu costruito in una baia, precedentemente usata come punto di ancoraggio per la flotta ottomana. L'area fu progressivamente trasformata in giardino imperiale, molto apprezzato dai sultani ottomani. Da questo utilizzo deriva il nome del palazzo, letteralmente riempito (dolma) giardino (bahçe). Varie e piccole residenze estive furono costruite nei pressi della baia durante il XVIII e il XIX secolo. Il complesso di edifici che sorsero attorno alla baia fu denominato Beşiktaş Waterfront Palace.

## Storia
Il Palazzo di Dolmabahçe fu fatto costruire per volere del trentunesimo sultano ottomano, Abdülmecid I tra il 1843 e il 1856. Nei secoli precedenti, il sultano e la sua famiglia vivevano nel Palazzo di Topkapı nel centro storico della città. Di impianto medievale, tuttavia, il Palazzo di Topkapı non permetteva le comodità e i lussi dei palazzi moderni. Spinto dal desiderio di emulare le grandi regge europee, Abdülmecid I ordinò quindi la costruzione di un nuovo palazzo in luogo del precedente Palazzo di Beşiktaş, che fu demolito. Responsabile dei lavori fu Hacı Said Ağa mentre il progetto fu realizzato dagli architetti armeni Garabet Amira Balyan e Nigoğos Balyan, rispettivamente padre e figlio.

## Stanze
Dolmabahçe è stato il palazzo più grande della Turchia, sino alla costruzione del nuovo Palazzo presidenziale ad Ankara. È costituito da tre edifici: uno per gli uomini, uno per le donne (harem) e uno per la vita di corte. Il palazzo è caratterizzato da alcuni motivi dell'architettura tradizionale ottomana negli interni e da una ricerca meticolosa del rococò in particolare negli esterni. Nasce a scopo di emulazione e confronto delle principali regge europee, realizzate nell'epoca del barocco, offrendo a volte un effetto ostentato e anacronistico.
Gli appartamenti di Stato si estendono su una superficie di 45000 m² calpestabili, 285 stanze, 44 sale di ricevimento. La zona prettamente abitativa comprende anche un hammam realizzato in marmo e alabastro e una libreria contenente i libri del califfo Abdul Mejid II.

### Salone d'ingresso
Le stanze che si collegano al salone d'ingresso si affacciano o sulla baia o sui giardini interni: quelle sul mare erano riservate agli ufficiali ottomani, il Gran Visir e altri ministri di stato mentre le altre erano usate da vari amministratori del palazzo o di stato come il maestro di corte e membri della Casa dei Rappresentanti o del Senato. Il salone d'ingresso era il luogo in cui gli ospiti attendevano, secondo il rituale di corte, di essere ricevuti. In entrambi i lati del salone si trovavano due boulle con il monogramma del Sultano Abdülmecid. Il monogramma reale è inciso anche sul camino.
Il lampadario di cristallo in stile Bohemien, appeso nel centro del salone, fu comprato dalla regina Vittoria. Conta un totale di sessanta braccia, 750 luci e un peso totale di 4.5 tonnellate. È considerato il lampadario più grande al mondo.
Il salone è adornato da Hereke, particolare tipologia di tappeti provenienti dalla omonima città, e da tendaggi rossi.

### Stanza del segretario
Nella stanza del segretario si trova il più grande dipinto del Palazzo di Dolmabahçe: si tratta di un dipinto di Stefano Ussi, il Surre Procession rappresentante la processione della carovane da Istanbul alla Mecca. Sul muro di destra si trovano invece un dipinto di Rudolf Ernst nel quale viene raffigurato l'incendio del teatro municipale di Parigi e un dipinto di Delandre di una giovane ragazza olandese. Decorata in stile francese, anche questa stanza contiene porcellane di valore.

### Stanza di Atatürk

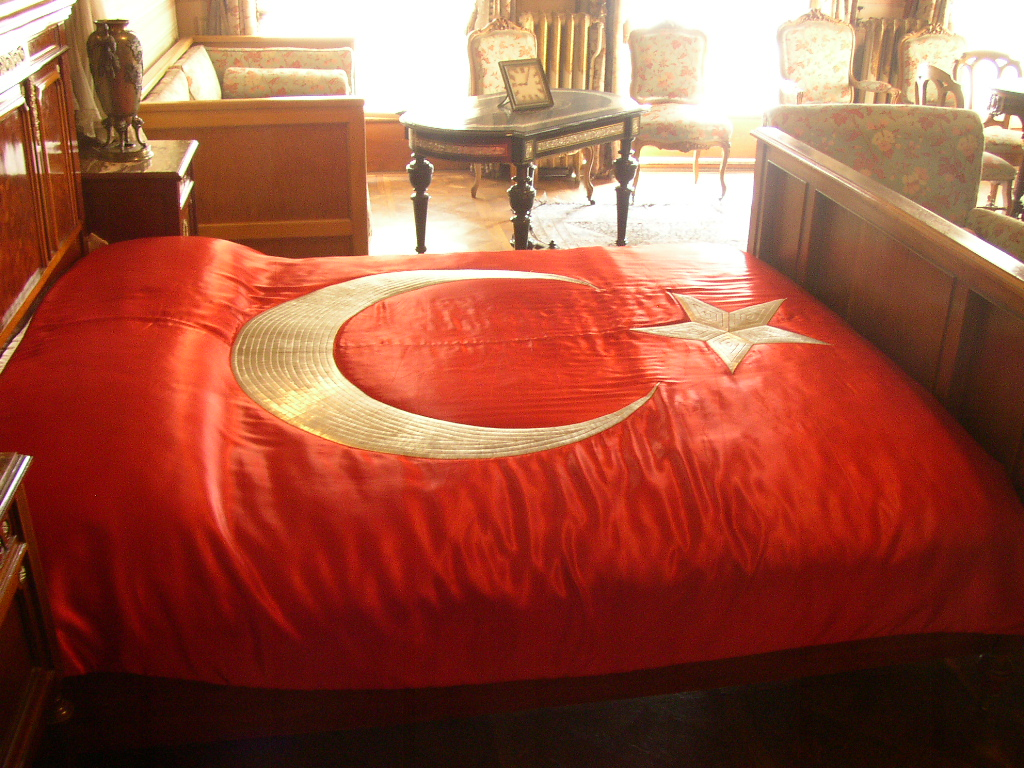
La stanza di Atatürk

Mustafa Kemal Atatürk, il fondatore e il primo presidente della Repubblica turca, passò gli ultimi anni della sua vita nel palazzo. Morì in questa stanza alle 9:05 del mattino del 10 novembre 1938. Dopo la sua morte tutti gli orologi del palazzo furono fermati alle ore 9:05: anche se oggi sono stati reimpostati regolarmente, l'orologio all'interno della stanza di Atatürk è ancora simbolicamente fermo all'ora del decesso del presidente.

### Salone cerimoniale Muayede
Il salone cerimoniale Muayede, situato tra gli appartamenti di Stato e l'harem, è un'area di 2000 m² con 56 colonne e una cupola alta 36 metri. Qui l'influenza rococò è maggiore, trattandosi del luogo più ufficiale e internazionale.

## Edifici adiacenti
Nei pressi di Palazzo di Dolmabahçe si trovano una serie di edifici legati alle esigenze della corte come il Veliaht Dairesi, il Musahiban Dairesi, i dormitori della servitù (Agavat Dairesi, Bendegan Dairesi), delle guardie (Baltacilar Dairesi) e la zona dedicata agli eunuchi (Kizlaragasi Dairesi). Più lontani sono invece le cucine imperiali (Matbah-i Amire), le stalle, una voliera (Kusluk), un vivaio (Fidelik), un mulino, una serra, un laboratorio di tappeti Hereke (Hereke dökümhanesi), una fabbrica di vetro, una fonderia, una farmacia e altri ancora.
Una moschea in stile barocco fu costruita nei pressi del palazzo tra il 1853 e il 1855. Fu commissionata dalla madre del sultano Bezm-i Âlem Valide. Dal 1948, la moschea ospita un Museo Navale ma nel 1960, dopo il colpo di Stato del 27 maggio, fu spostato in una nuova sede. Dal 1967 la moschea venne riutilizzata come luogo di culto.
Una Torre dell'orologio (Dolmabahçe Saat Kulesi) fu eretta nei pressi di Palazzo di Dolmabahçe di fronte alla Porta del Tesoro: la torre fu ordinata dal sultano Abdul Hamid II e progettata dall'architetto di corte Sarkis Balyan tra il 1890 e il 1895.

## Galleria d'immagini

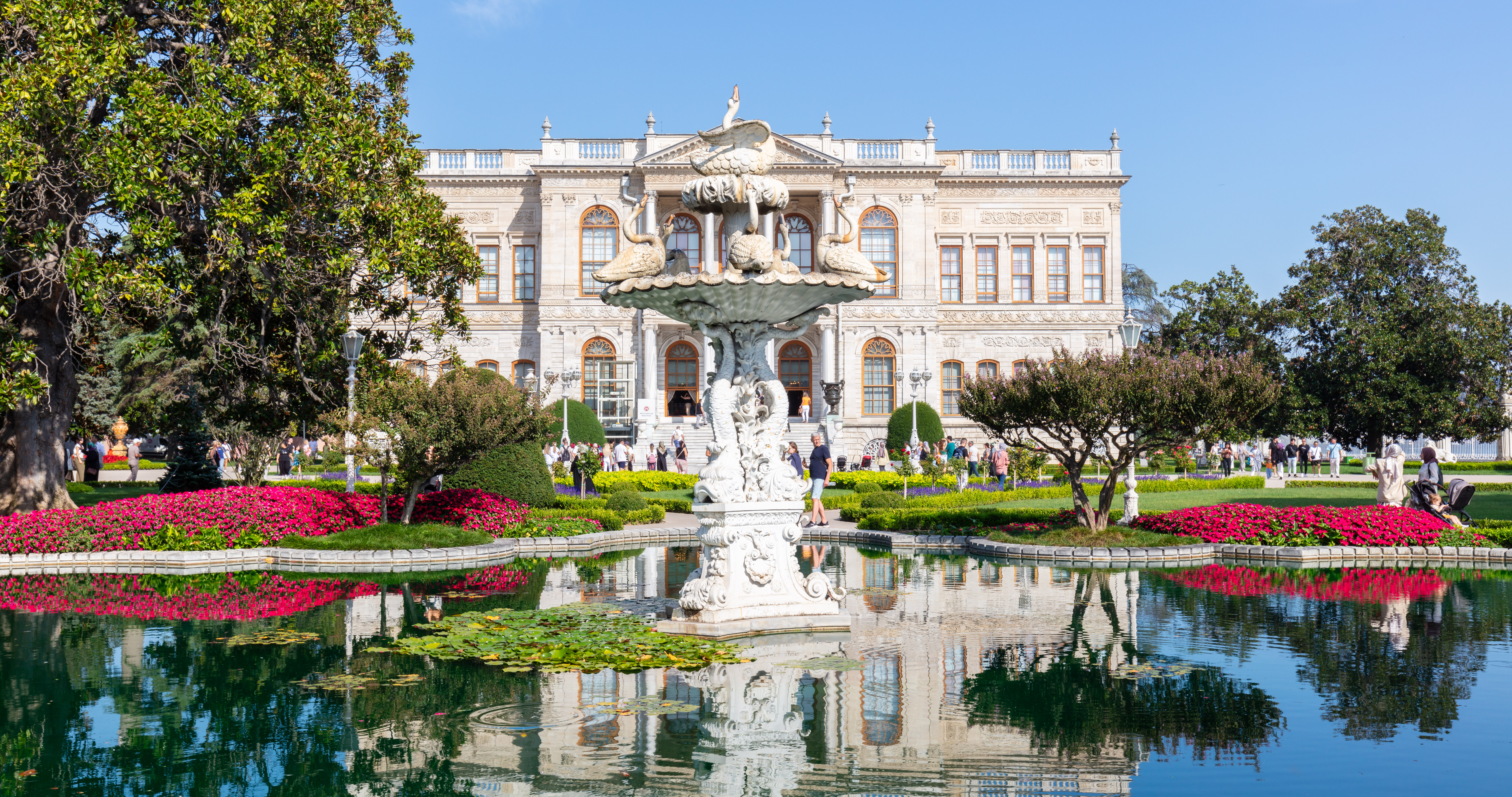
Una veduta dal giardino del palazzo
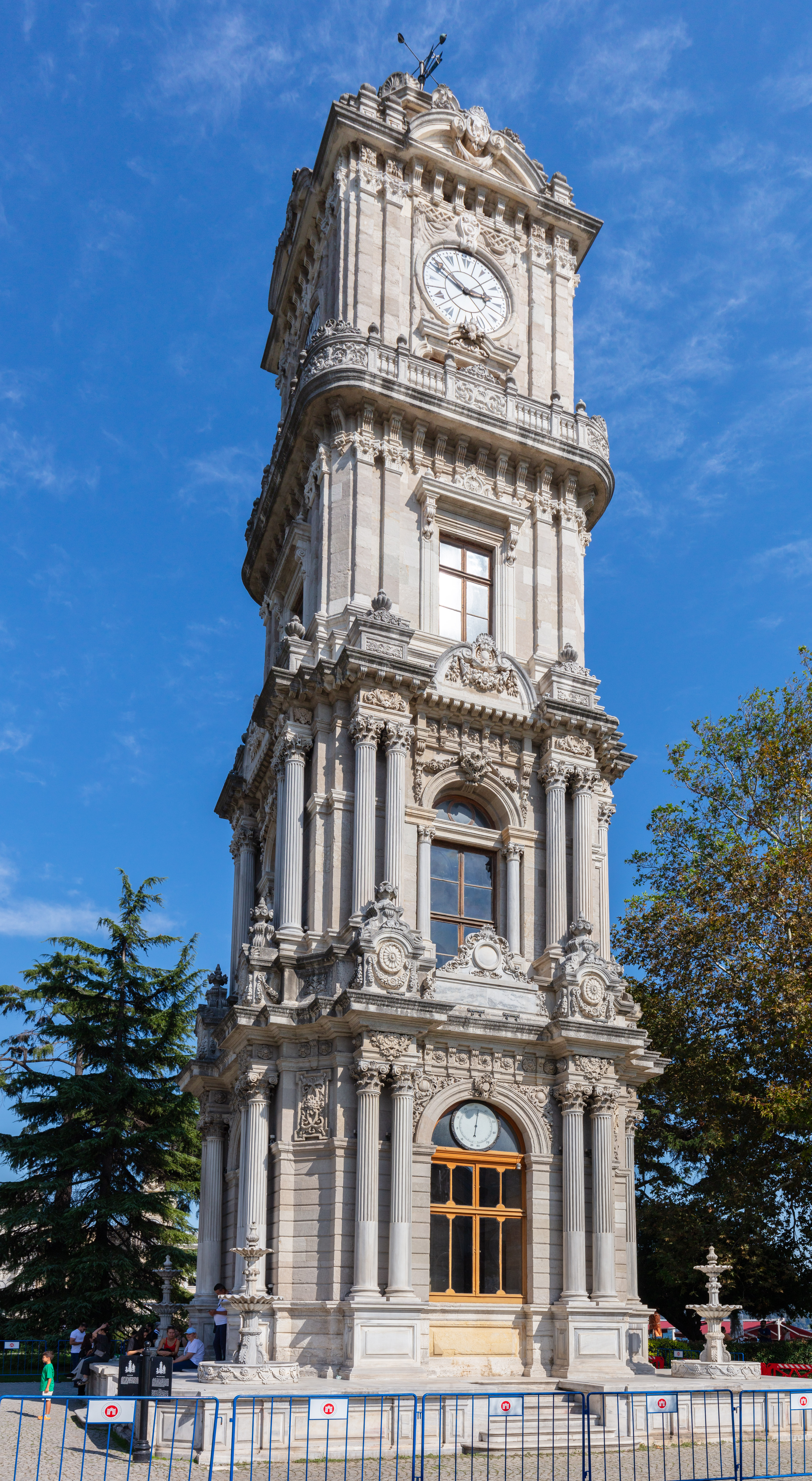
Torre dell'orologio
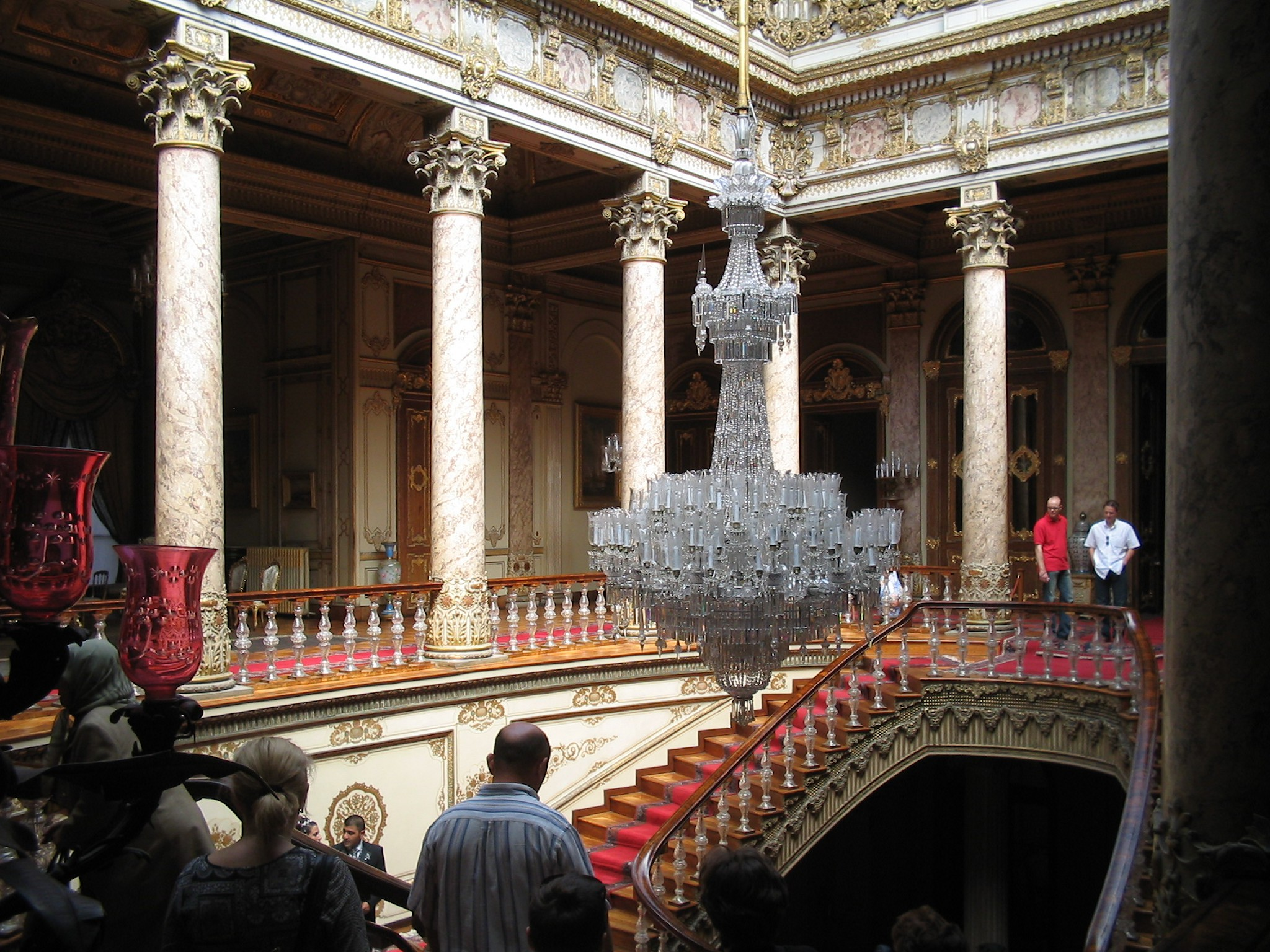
Scala di Cristallo
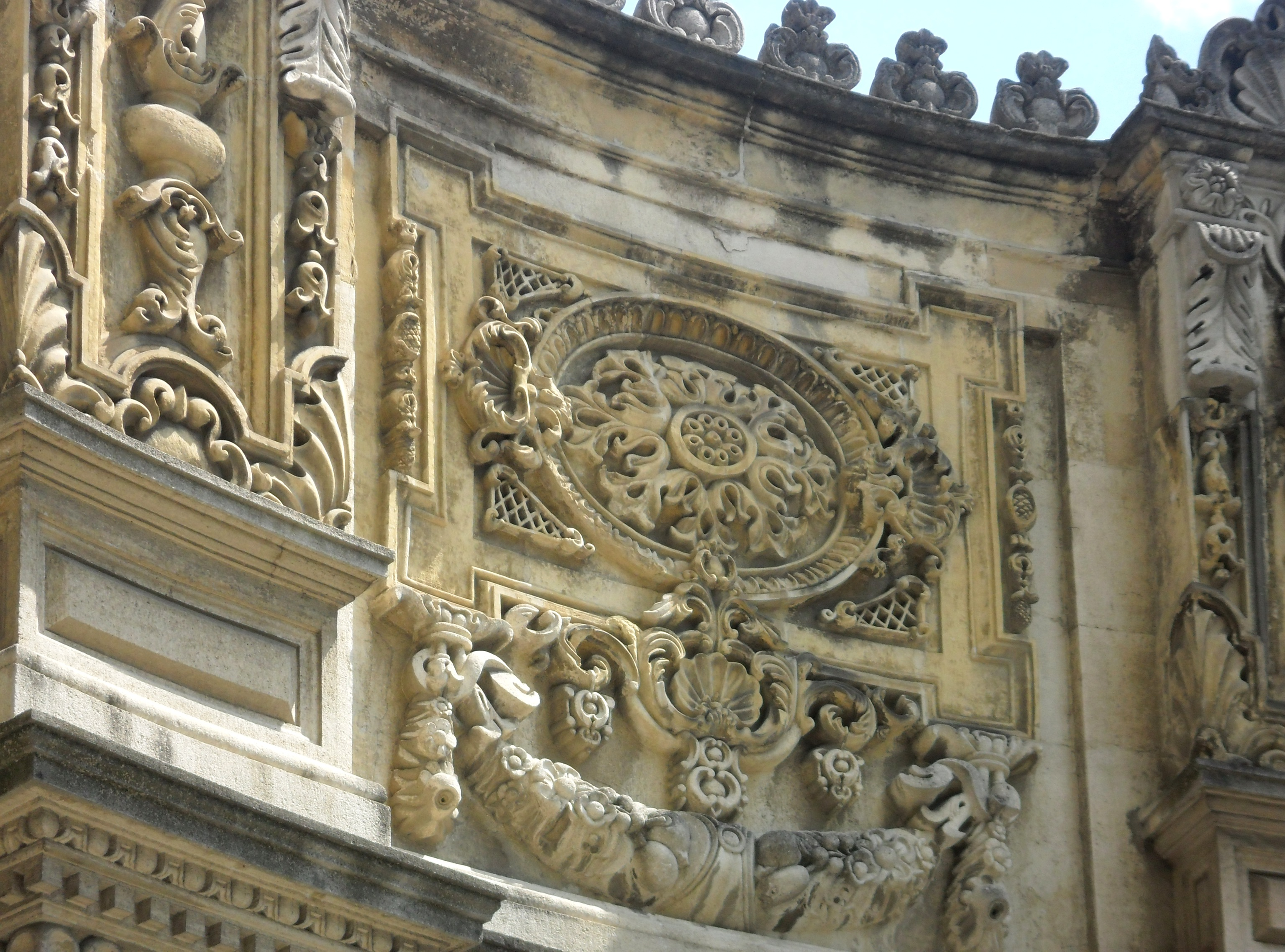
Un dettaglio rococò del palazzo
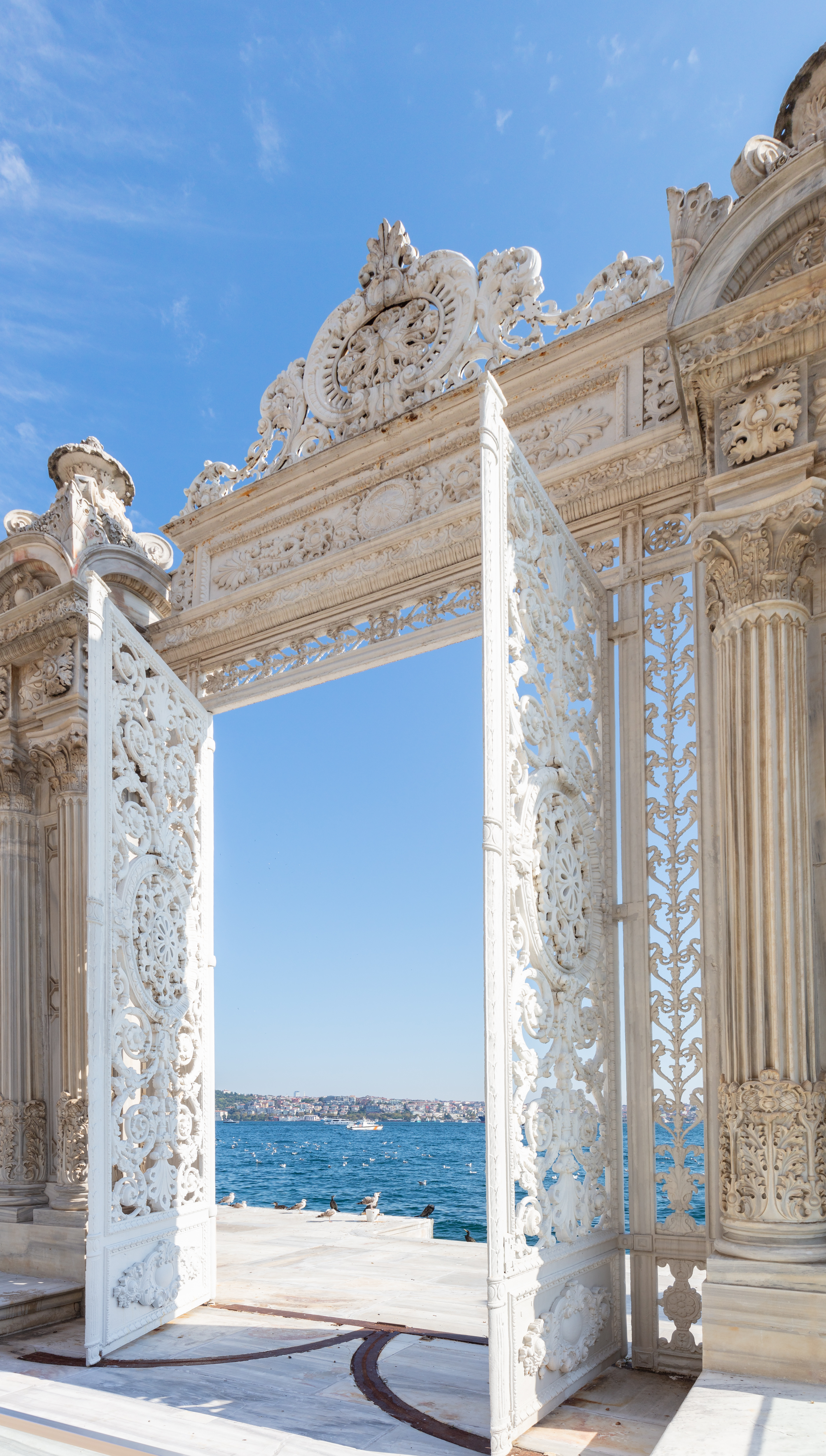
Attracco e porta sul Bosforo
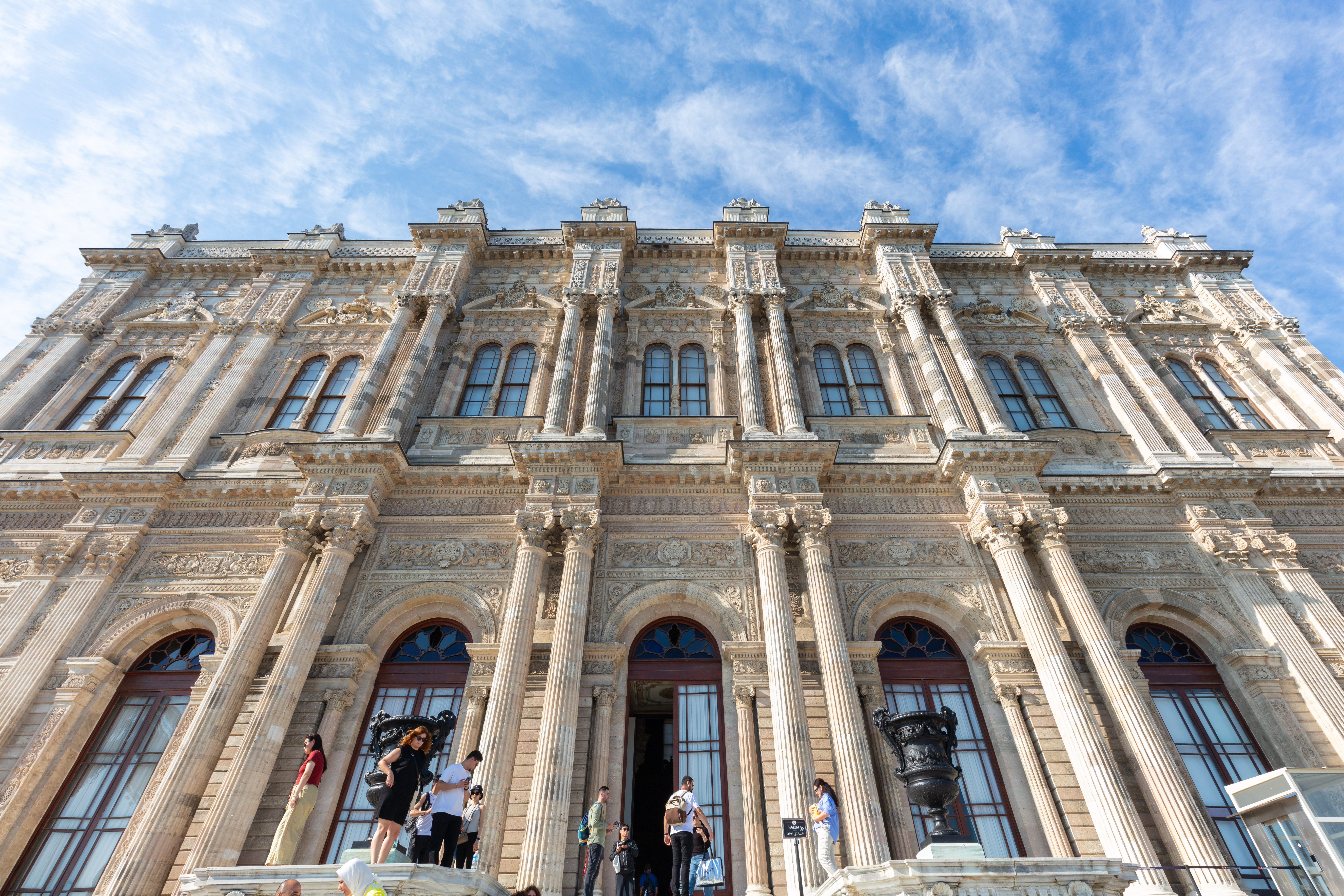
Facciata sul lato Bosforo
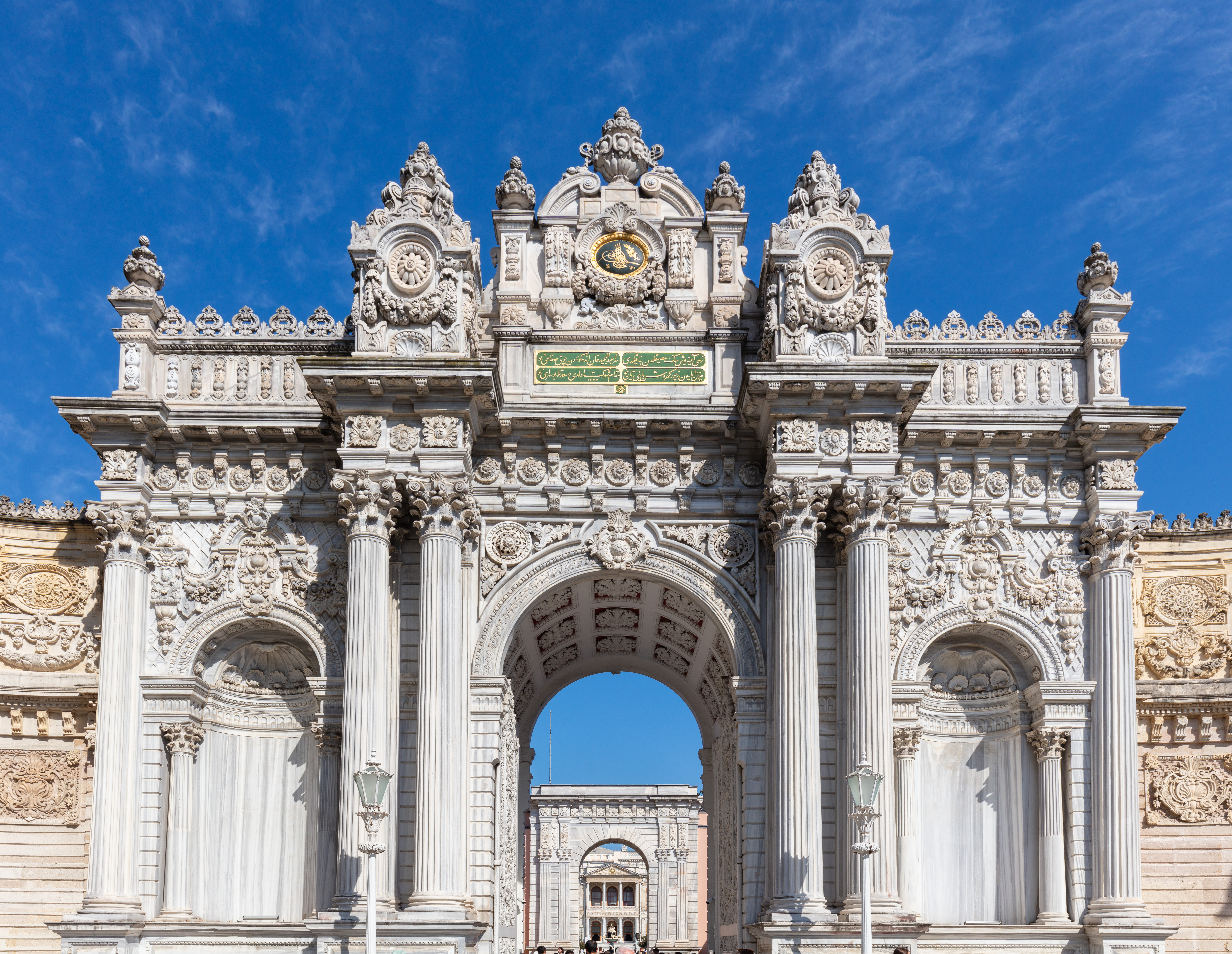
Cancello del tesoro